# William Harvell
William Gladstone Harvell (Farnham, Surrey, 25 de setembre de 1907 - Portsmouth, Hampshire, 13 de maig de 1985) va ser un ciclista anglès que va córrer a principis dels anys 30 del segle xx.
El 1932 va prendre part en els Jocs Olímpics de Los Angeles, en què va guanyar una medalla de bronze en la prova de persecució per equips, junt a Frank Southall, Charles Holland i Ernest Johnson. En aquests mateixos Jocs va prendre part en dues proves més: el quilòmetre contrarellotge, en què acabà quart, i la contrarellotge individual, en què fou dinovè.
En el seu palmarès també destaca una medalla de bronze als Jocs de l'Imperi Britànic de 1934.